# Ombres chinoises (essai)
Ombres chinoises est un essai de Simon Leys, pseudonyme de Pierre Ryckmans, publié en 1974, après un séjour de six mois en Chine. La trilogie  : Les Habits neufs du président Mao (1971), Ombres chinoises (1974) et Images brisées (1976), évoque la Révolution culturelle chinoise et dénonce le « mensonge maoïste ». Ombres chinoises est traduit en neuf langues et consacre la réputation internationale de Simon Leys. 

## Présentation
Pierre Ryckmans est nommé attaché culturel à Pékin afin de participer à l'ouverture de l'ambassade belge le 11 avril 1972. Chargé, en tant que sinologue, d'élaborer des rapports détaillés, il parcourt le pays. Sa connaissance de la langue et des modes de vie lui permettent d'éviter l'habituelle surveillance policière. À la suite de ses voyages, il rédige Ombres chinoises. Simon Leys indique dans l'avant-propos de l'ouvrage : 
« Dieu sait pourtant combien l’existence serait agréablement simplifiée si nous pouvions nous persuader que seule la Chine morte doit faire l’objet de notre attention ! Comme il serait commode de garder le silence sur la Chine vivante et souffrante, et de se ménager à ce prix la possibilité de revoir une fois encore cette terre tant aimée…  ».
Pierre Boncenne décrit Ombres chinoises comme un « habile patchwork, analyses et choses vues ou entendues, anecdotes sur la vie quotidienne, évocation littéraire, données économiques, intermède sur les moyens de transport, compte rendu d'un banquet diplomatique, listes d'ouvrages en librairie, exemples de programmes scolaires, visites de sites, propos politiques, conversation à bâton rompus, portraits de gens de la rue et du Parti... ». Selon la biographie de l'auteur sur le site de l'Académie royale de langue et de littérature françaises de Belgique, Ombres chinoises dénonce le « mensonge maoïste » et la « complicité de ses thuriféraires occidentaux ». 
L'ouvrage est publié en 1974, Patrick Nothomb explique ce décalage de deux ans par la demande de Jacques Groothaert (en) (ambassadeur de la Belgique à Pékin), afin de ne pas gêner le gouvernement belge .
Le 7 février 1975, un des célèbres Après-midi de France Culture ayant pour thème « la conspiration du silence », dénoncée par Simon Leys dans Ombres chinoises est organisé de Pierre Descargues et Claude Hudelot, en présence de Leys, du général Jacques Guillermaz, de René Viénet, de Francis Deron sous le pseudonyme d'Edmond Redon, et de François Godement.

## Accueil critique
Ce deuxième ouvrage de ce qui sera une trilogie, fera connaître Simon Leys à un plus vaste public et notamment, par sa traduction en anglais (Chinese Shadows), en 1977 aux États-Unis. 
Pour le philosophe Jean-François Revel, « Simon Leys, au milieu de l'océan de bêtises et d'escroqueries intellectuelles qui baignait les côtes poissonneuses de la maolâtrie intéressée de l'Occident, nous a un jour fait parvenir le message de la lucidité et de la moralité. Sa trilogie, Les Habits neufs du président Mao, Ombres chinoises, Images brisées, est bien l'acquis à jamais dont parle Thucydide ». L'universitaire Jean-Philippe Beja, qualifie Ombres chinoises, d'« ouvrage remarquable », il aurait dû être le vadémécum des visiteurs de la Chine. L'historien et sinologue Lucien Bianco se dit enthousiasmé par l'ouvrage. Le philosophe  Miguel Abensour s'interroge à propos de l'ouvrage de Simon Leys : « Quel est le secret du constant bonheur d’expression qui porte ces pages légères, apparemment décousues, voire frivoles, quel est le secret de leur qualité presque poétique ? : Le rire » répond Miguel Abensour.
Pour le sinologue Benjamin Schwartz (en), dans The New Republic, le livre est instructif et bien écrit : « Leys nous livre ce qui est probablement la critique hostile la plus vive et la plus spirituelle jamais écrite ». Il ne conteste pas l'amour que Leys porte à la culture chinoise mais n'apprécie pas que l'on puisse faire des généralisations aussi faciles sur une population aussi vaste.
Signalant la parution de l'ouvrage dans Le Monde diplomatique de janvier 1975, le sinologue Jean Daubier le met dans le même panier que Révo. cul. en Chine pop. : « Ces livres sont marqués du sceau de la rancœur et de l'hostilité la plus systématique envers la Chine. Ils contiennent en outre des attaques personnelles très basses contre plusieurs journalistes français. Qu'un éditeur se donne le ridicule de publier des écrits aussi inqualifiables, cela le regarde. Les commenter en détail ici, ce serait leur donner une importance qu'ils n'ont pas. ».

## Récompense
- Prix quinquennal de l'essai en 1981

## Éditions
L'ouvrage a été traduit en neuf langues.
- Ombres chinoises, essai, Paris, Union Générale d'Edition, coll. «10-18», 1974 ; rééd. Les Belles Lettres, coll. Le Goût de l'Histoire, Paris, préf. Jean-François Revel, 360 p., 2025  (ISBN 978-2251456560)
- Chinese Shadows. New York: Viking Press, 1977.

### Note
1. ↑  La méthode de l'historien Thucydide est de chercher à expliquer la cause des événements afin que cela constitue un acquis à jamais.